# Человек с глубокой реки
«Человек с глубокой реки» (итал. Il paese del sesso selvaggio, в международном прокате — англ. The Man from the Deep River) — итальянский эксплуатационный фильм о каннибалах, вышедший в 1972 году. Снят режиссёром Умберто Ленци по сценарию дебютанта Франческо Барилли. Главную роль исполнил Иван Рассимов.
«Человек с глубокой реки» считается одним из первых фильмов о каннибалах, он положил начало целому жанру в итальянском кинематографе второй половины XX века. Хотя «каннибальский бум» произошёл, когда Руджеро Деодато выпустил свой фильм «Затерянный мир каннибалов» в 1977 году, «Человек из глубокой реки» рассматривается как предтеча и вдохновение для жанра, поскольку именно в нём впервые на экране совмещают живописные сцены в джунглях с племенами диких людоедов. При этом Умберто Ленци заявлял, что изначально каннибализм не задумывался как центральная тема для фильма.
Критики считали, что Ленци пытался подражать жанру мондо, в частности документальному фильму «Собачий мир», а название «Человек с глубокой реки» отсылает к фильму с похожим сюжетом под названием «Человек по имени Лошадь».

## Сюжет
Британский фотограф Джон Брэдли приезжает в Таиланд для работы над фоторепортажем об этой стране. После посещения турнира по тайскому боксу, Джон проводит время в местном баре за выпивкой. Из-за бытового конфликта с другим посетителем, фотограф случайно убивает его в целях самообороны. Поскольку Джона начинает разыскивать полиция, он отправляется поездом к диким джунглям на границе с Бирмой, где собирается продолжить свой репортаж.
Во время путешествия на лодке по реке Джон попадает в плен к дикому племени, которые убивают его проводника Туана. Племя относит в свою деревню Джон, который в этот момент был одет в гидрокостюм. Дикари рассказывают своему вождю Лухане, что они поймали большого рыбочеловека. Затем Джона подвешивают в сети к шесту, и он становится свидетелем казни двух пленных аборигенов племенем, которое находится в состоянии войны с другим, более примитивным племенем, практикующим каннибализм, Куру.
Спустя какое-то время Брэдли привлекает внимание Марайи, дочери вождя, которой удаётся убедить отца, что Джон обычный человек. Лухана соглашается освободить Джона и отдать в рабство Марайи и запирает его в хижине, где служанка Марайи Тайма, которая умеет говорить по-английски, сообщает ему, что он будет освобожден, поскольку Марайя скоро должна выйти замуж за одного из воинов по имени Карен. развязывает Джона, потому что в этот день у племени Праздник Солнца. Когда над головой пролетает вертолёт и Джона пытается подать ему сигнал и спастись, его усмиряют воины, которые чуть не убивают его, но вмешивается Марайя. Затем Джон планирует побег, и Тайма соглашается помочь.
Месяц спустя в результате несчастного случая в деревни погибает молодой член племени. Джон наблюдает за похоронными церемониями и ужасается ритуалами туземцев. Тайма говорит Джону, что пришло его время бежать. Во время попытки бегства Карен и группа воинов загоняют его в угол, и он убивает Карена. После этого племя принимает Джона как одного из них, подвергая его ритуалам инициации и пыткам, пока он не становится полноправным членом их общества. Он использует свои знания в области современных технологий и медицины, чтобы помочь племени, из-за чего становится врагом племенного знахаря. Джон и Марайя влюбляются друг в друга и вскоре женятся. Пара сближается, что приводит к беременности Марайи, но чёрная бабочка пролетает над двумя любовниками во время зачатия, предвещая гибель.
Через шесть месяцев после поимки Джона он наконец принял свою новую жизнь с Марайей. Вскоре Джон и другие воины отражают нападение каннибалов Куру, пожирающих молодую девушку. Когда он возвращается, Марайя заболевает из-за беременности и слепнет, и он решает вернуть её в цивилизацию для современного медицинского лечения. Тайма помогает им сбежать, но её ловят и наказывают, а Джон и Марайя вынуждены вернуться.
У Марайи начинаются схватки, и Джон отвергает помощь знахаря. Куру возвращаются, чтобы атаковать и поджечь деревню, прежде чем Джон и другие воины успевают отреагировать. Джон уводит Марайю в безопасное место, пока каннибалы не отступают, и когда он замечает чёрную бабочку над головой, Марайя объясняет ему, что в их культуре она является предзнаменованием скорой смерти. Марайя умирает после родов, и Джон бродит по джунглям, предаваясь размышлениям. Над головой пролетает вертолёт, и после некоторых раздумий Джон принимает решение остаться со своим племенем.

## В ролях
| Актёр                | Роль                                       |
| -------------------- | ------------------------------------------ |
| Иван Рассимов        | Джон Брэдли британский фотограф из Лондона |
| Ми Ми Лай            | Марайя дочь вождя племени                  |
| Онг Ард              | Лухана вождь племени                       |
| Пратитсак Сингхара   | Тайма англоговорящая служанка Марайи       |
| Суллалеван Суксантат | Карен воин и жених Марайи                  |
| Сонг Суанхад         | племенной знахарь                          |
| Туан Теван           | Чуан проводник Джона                       |

## Производство
Оригинальная идея принадлежит писательнице Эммануэль Арсан, известной по созданию одноимённого литературного и кинематографического персонажа. Сценарий был написан Франческо Барилли во время его дебюта в качестве сценариста. Продюсер Овидио Ассонитис попросил подающего надежды молодого человека написать рассказ, который был бы похож на сюжет фильма «Человек по имени Лошадь».
Городские сцены снимались в Бангкоке . Большая часть съёмок проходила в джунглях Таиланда.

## Цензура
Большая известность фильма связана с его включением в список «видеомерзостей» (англ. Video Nasty) Великобритании, фильмов, которые Департамент государственного обвинения (DPR) сочло «непристойными». Хотя он был запрещён для проката в кинотеатрах и не получил сертификации от Британского совета по классификации фильмов в 1975 году, он все же получил релиз на видеокассетах под названием «Deep River Savages». Когда в 1983 году DPP составил список «видеомерзости», фильм Ленци был включён в этот список. В 1984 году британское правительство приняло Закон о видеозаписях, и «Человек с глубокой реки» был полностью запрещен в Великобритании (в основном из-за сцен реальных убийств животных). В 2003 году фильм снова предстал перед советом по классификации фильмов, в конце концов получив сертификат после дополнительного монтажа и вырезания сцен с убийствами животных. Несмотря на разногласия по поводу выхода фильма в Великобритании, в США «Человек из глубокой реки» получил рейтинг R от MPAA и получил свою премьеру.